# Последняя румба в Гаване
Последняя румба в Гаване (исп. Última rumba en La Habana) — роман афрокубинского писателя, журналиста, диссидента Фернандо Веласкеса Медины, опубликованный в 2001 году. Заглавие — отсылка к знаменитому фильму Бернардо Бертолуччи Последнее танго в Париже.

## Сюжет
Действие происходит в Гаване в течение трёх дней. Главная героиня и остающаяся безымянной повествовательница — мулатка, студентка университета, изучавшая архитектуру и ставшая валютной проституткой. Роман представляет собой её монолог, перемешанный с воспоминаниями о криминальном детстве в столичном квартале Хесус-Мария, воображаемыми телефонными разговорами, вставными новеллами, расхожими анекдотами, модными песенками, стихами на случай и проч. Кульминацией действия, развивающегося в обстановке ничем не ограниченного и абсолютно не прикрытого насилия, расизма и произвола, становится многотысячная манифестация протеста гаванцев против репрессивной политики властей, произошедшая в Гаване 5 августа 1994 года.

## Действующие лица
Несколько раз упоминается первый возлюбленный героини по кличке Дофин, впоследствии погибший, её подруга по кличке Лоханка и некий Хуан Мертвяк, которого героиня в детстве убила. По ходу действия в романе появляются и исчезают десятки мимолетных персонажей, в том числе — несколько фигур кубинских интеллектуалов и диссидентов, включая самого автора, недавно вышедшего из тюрьмы.

## Стилистика
Рецензенты сближают писательскую манеру автора с латиноамериканским грязным реализмом — в первую очередь, с Педро Хуаном Гутьерресом и его «Грязной трилогией о Гаване», романами Зоэ Вальдес, а также с Путешествием на край ночи Селина. Вместе с тем, изобретательная стилистическая амальгама текста, в основе которого — как бы импровизированный устный рассказ с постоянным вторжением лексики и интонаций шлягеров, газет, рекламы и других популярных словесных жанров, напоминает монтажную поэтику романа голосов у Мануэля Пуига и Гильермо Кабреры Инфанте.

## Публикация и рецензии
Роман был опубликован в декабре 2001 года в Нью-Йорке ежедневной испаноязычной газетой Сегодня (исп. Hoy), сотрудником которой в 1999—2004 был автор романа.
Многочисленные рецензии на книгу, интервью с автором появились в периодике, на радио и на телевидении США и Испании. В частности, развернутую рецензию видного кубинского диссидента, поэта и независимого журналиста Рауля Риверо поместила одна из старейших и известнейших газет Испании, мадридская ABC. Книга получила высокие оценки со стороны писателей кубинской диаспоры (Эдуардо Манет, Норберто Фуэнтес и др.), хотя иные сочли её порнографической; её приветствовал член Испанской Королевской академии, известный прозаик Антонио Муньос Молина и многие другие. В 2009 году роман был переиздан на Канарских островах в г. Тегесте маленьким издательством Baile del Sol. В целом книга разошлась суммарным тиражом 10 тысяч экземпляров.
На Кубе книга не вызвала ни единого публичного отклика. Лишь 16 ноября 2010 года, после авторского представления романа в Колумбийском университете США при участии А. Муньоса Молины, возглавляющего отделение Института Сервантеса в Нью-Йорке, один из наиболее жестких идеологических столпов режима Фиделя Кастро , бывший директор Кубинского института книги Ироэль Санчес Эспиноса опубликовал резкую отповедь автору романа, но прежде всего — его зарубежным покровителям.
Объявлено[когда?] о подготовке к съёмкам фильма по роману.